# اچ‌ام‌اس سنتینل (پی۲۵۶)
اچ‌ام‌اس سنتینل (پی۲۵۶) (به انگلیسی: HMS Sentinel (P256)) یک زیردریایی بود که طول آن ۲۱۷ فوت (۶۶ متر) بود. این زیردریایی در سال ۱۹۴۵ ساخته شد.